# Capella de la Verge del Roser de Tredòs
La capella de la Verge del Roser és una petita capella romànica situada a l'entitat de Tredòs, del municipi de Naut Aran, a la Vall d'Aran. Exerceix d'església parroquial, amb advocació a la Mare de Déu del Roser, i forma part de l'Inventari del Patrimoni Arquitectònic de Catalunya.

## Descripció
Es tracta d'un petit edifici situat al costat del pont de la Capella o d'Era Capèla, de planta rectangular orientada d'est a oest, i sense absis. La paret de ponent dona directament a la roca de la muntanya, i té un contrafort acabat amb espadanya cap al nord.
La porta d'accés està situada a la paret de llevant on també hi ha un petit petit òcul —finestra circular— i, tot just traspassada l'entrada, hi ha encastada una base àtica de columna capgirada, a manera de pica d'aigua beneïda. La coberta és de fusta a dues vessants. El més destacat és el petit cloquer o campanaret, massís, adossat al mur i acabat amb una mena de senzilla espadanya que conté la campana.
Al seu interior es conserva el retaule barroc de la Nostra Senyora del Roser, fet de fusta.